# Elisabeth Erm
Elisabeth Erm (Tartu, 1 de febrero de 1993) es una modelo estonia.

## Carrera
Fue descubierta a la edad de 17 años, cuando un agente se le acercó y le ofreció dedicarse al modelaje. Fue enviada a Milán un verano y a Estambul otro.
En enero de 2013, Wilhelmina Models quiso conocerla y ella firmó un contrato comenzando a desfilar siendo su primer evento para Lacoste, el cual abrió. Después de siete eventos, desfiló para Balenciaga, Balmain, Chanel, Dior, Giorgio Armani y Miu Miu.
Apareció en varios anuncios para la temporada otoño/invierno 13-14, incluyendo para Balmain fotografiada por Inez & Vinoodh, Etro por Mario Testino y Moschino por Juergen Teller.
En 2015, anunció para Filippa K como también para Carolina Herrera junto a Joséphine Le Tutour.